# Bánfa, Baranya
Bánfa este un sat în districtul Szigetvár, județul Baranya, Ungaria, având o populație de 195 de locuitori (2011). 

## Demografie
Componența etnică a satului Bánfa
     Maghiari (86,05%)
     Romi (13,95%)
Componența confesională a satului Bánfa
     Romano-catolici (48,21%)
     Fără religie (6,67%)
     Reformați (2,05%)
     Necunoscută (43,08%)
Conform recensământului din 2011, satul Bánfa avea 195 de locuitori. Din punct de vedere etnic, majoritatea locuitorilor (86,05%) erau maghiari, cu o minoritate de romi (13,95%). Nu există o religie majoritară, locuitorii fiind romano-catolici (48,21%), persoane fără religie (6,67%) și reformați (2,05%). Pentru 43,08% din locuitori nu este cunoscută apartenența confesională.